# Зарыцкий, Анджей
Анджей Зарыцкий (пол. Andrzej Zarycki; род. 7 мая 1941, Закопане) — польский композитор. Заслуженный деятель культуры Польши.

## Биография
Учился музыке у Люциана Кашицкого в Краковской музыкальной академии.
Приобрёл наибольшую известность как автор песен в жанре, который в Польше называется «спетая поэзия» (пол. poezja śpiewana) и подразумевает решающую роль стихотворного текста и подчёркнуто скромное, камерное музыкальное сопровождение. Зарыцкий сочиняет песни на стихи выдающихся польских поэтов XX века: Кшиштофа Камиля Бачинского, Юзефа Барана, Эвы Липской и др.; эти песни исполнялись в разное время разными польскими певцами, из которых наибольшей известностью пользуется Эва Демарчик.
Зарыцкий также писал музыку для театра и кино. Был музыкальным руководителем Театра кукол «Гротеск» в Кракове (1985—1997) и драматического Театра им. Яна Кохановскего в Ополе (1992—1997). Среди значительных фильмов с его музыкой — «Провинциальные актёры» Агнешки Холланд (1978).